# Le Procès Filippi
Le Procès Filippi est un roman du prétoire de l'auteur français Hubert Monteilhet, paru en 1981. Il raconte un procès d'assises où tout marche « à l'inverse du sens commun ». Le diplomate Filippi est jugé pour meurtre à la place de sa femme, et, tandis que son avocat s'obstine lourdement à plaider coupable, ce sont deux jurés qui se préoccupent de prouver son innocence.

## Contexte éditorial
Les années 1976-1984 sont pour Hubert Monteilhet, jusque là connu comme auteur de romans criminels, une féconde période de renouvellement. En 1976, avec Sophie, il fait ses premiers pas dans le roman historique. En 1977, il publie un essai consacré au renouveau de l'Église catholique, Rome n'est plus dans Rome. En 1978, il aborde la littérature de jeunesse avec Un métier de fantôme. En 1981, il s'essaie au fantastique avec Les Queues de Kallinaos, qui va obtenir l'année suivante le grand prix de littérature fantastique d'Avoriaz et le prix de la Société des gens de lettres. Toujours en 1981, il publie chez Denoël, dans la collection « Sueurs froides », Le Procès Filippi, roman du prétoire (l'auteur est issu d'une famille de magistrats). En 1982, Les Derniers Feux confirme les dispositions de Monteilhet pour le roman historique, genre dans lequel il est consacré par l'important succès critique et commercial de Néropolis, en 1984.

## Dates et lieux du récit

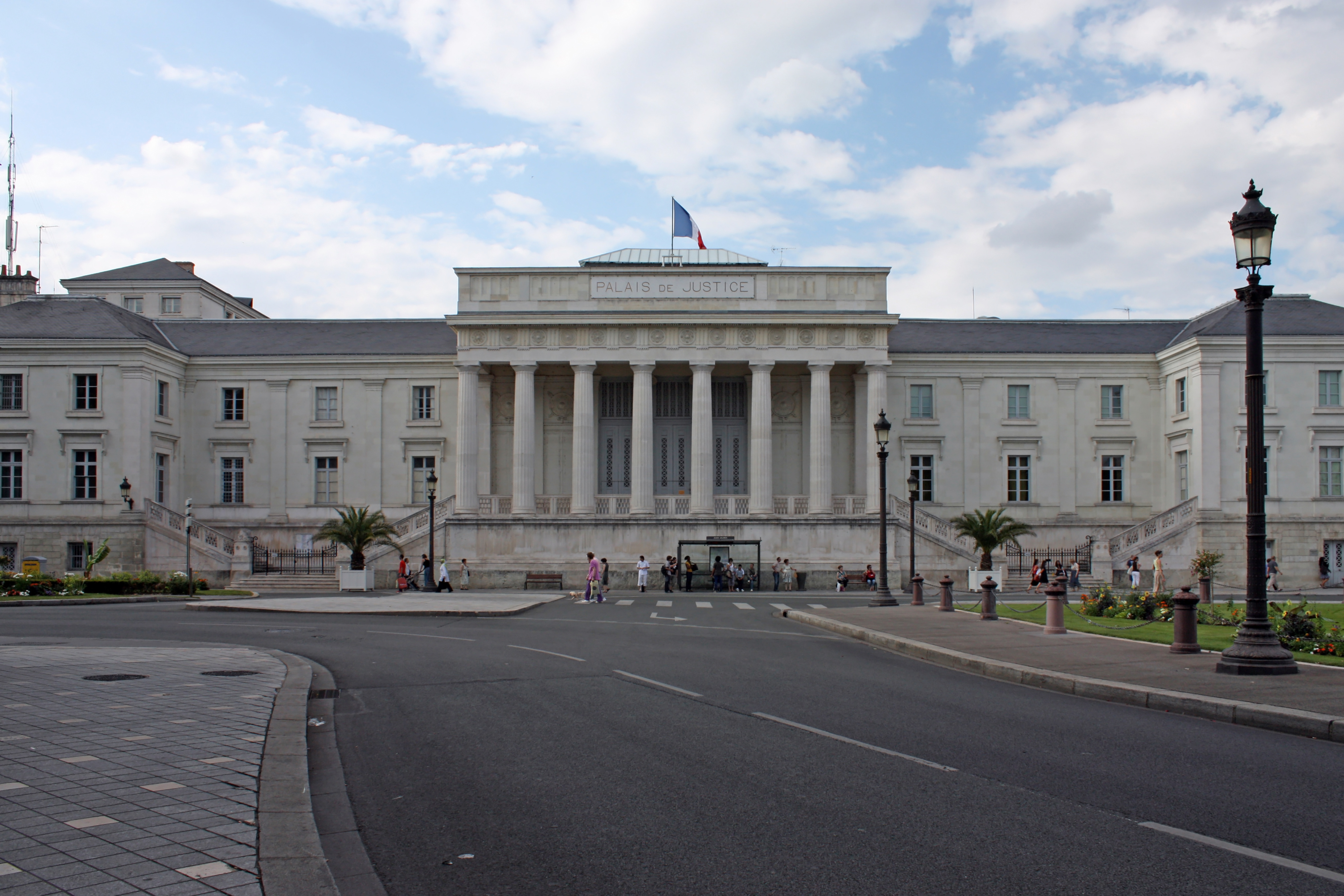
Le palais de justice de Tours.

Filippi comparaît pour un viol assorti d'un assassinat, commis le 13 juillet 1980 dans sa propriété, le manoir d'Escures, que l'auteur situe sur les bords de Loire entre Amboise et Chaumont-sur-Loire. Ce manoir se trouverait dans la forêt d'Amboise, à 2,7 km du gros bourg fictif de Saint-Martin-les-Alleux, qui dépend du chef-lieu de canton Louvigny, lui-même fictif.
Le procès de Filippi se déroule au palais de justice de Tours les 4 et 5 novembre de la même année. La peine de mort n'est pas encore abolie en France. Deux ans plus tôt, en 1978, un décret a modifié le recrutement des jurés. Ils ne plus sélectionnés, mais tirés au sort sur les listes électorales des départements. Le président remarque, avant le procès : « Les jurys sont devenus plus variés, plus imprévus, voire plus pittoresques ; les audiences plus vivantes. » Il ne croit pas si bien dire. Monteilhet va jouer de cette nouvelle disposition démocratique. Le hasard du recrutement fait que l'un des jurés est un ancien avocat d'assises, et qu'un autre a un lien sentimental ignoré avec Filippi. Et l'affrontement entre le bon sens des jurés, la mauvaise foi des hommes de loi, l'incurie des experts et les mensonges éhontés des témoins donne lieu à des intermèdes hauts en couleur.

## Résumé

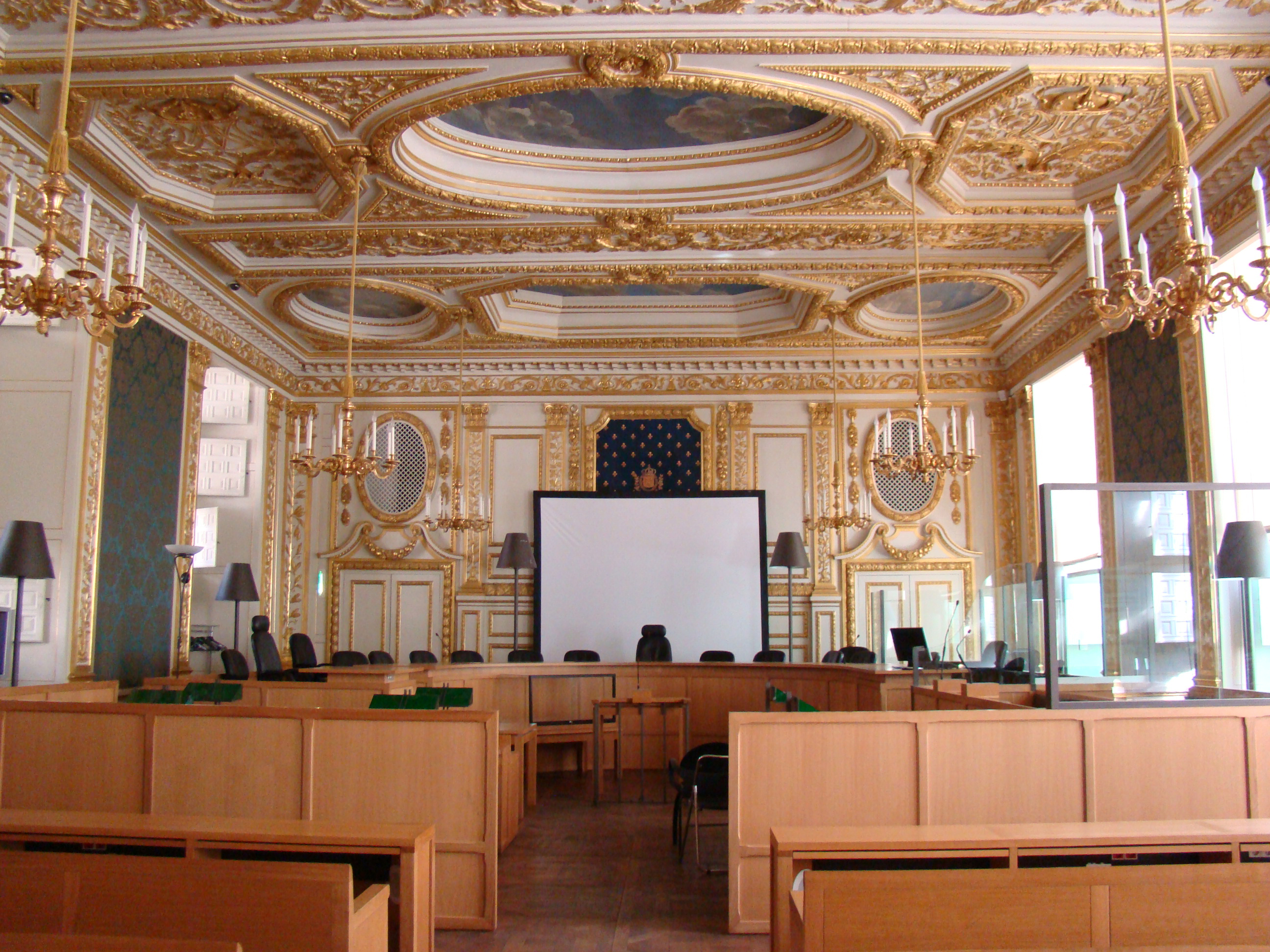
Une salle d'audience de cour d'assises.

Ancien avocat, François du Hautpas d'Argenton est recruté comme huitième juré au procès de Jean-Pierre Filippi. Celui-ci est accusé du viol et du meurtre d'une jeune Berbère qu'il présentait comme sa pupille, Aïcha,.
Le président procède à un premier interrogatoire de l'accusé, portant sur son existence jusqu'à la veille du double crime. Filippi raconte notamment en quelles circonstances lui et son épouse ont été amenés à recueillir une fillette prostituée au Maroc en 1973, puis à lui faire quitter le pays sous une fausse identité, pour la garder avec eux sept années durant. Le couple, qui n'a pas d'enfant, est en effet incapable de se séparer de la gracieuse, fraîche et spontanée Aïcha. Mais la fillette devient jeune fille, et entretient bientôt des relations saphiques avec l'épouse, tandis qu'elle repousse les sollicitations du mari, qui est complètement obsédé par elle. Ce n'est que la veille du meurtre, le soir du 12 juillet 1980, qu'elle met le marché dans les mains de Filippi : elle ne lui cédera que s'il l'épouse. Filippi court réveiller sa femme pour lui annoncer qu'il va demander le divorce. L'épouse se montre beaucoup plus furieuse à l'égard d'Aïcha qu'à l'égard de son mari, qu'elle juge malade, irresponsable, ensorcelé par Aïcha.
Le premier juré, la jeune Dominique Villeneuve de la Force du Teil, ne cesse d'intervenir de façon stupéfiante, tournant en bourrique le président et l'avocat général. Du Hautpas, comme toute l'assistance, est frappé par son bon sens et son aplomb. Ce que tout le monde ignore, c'est qu'elle est l'ancienne fiancée officieuse de l'accusé. Elle est convaincue de son innocence. Elle « engage » Du Hautpas comme « avocat de la défense » : il devra intervenir, et manœuvrer le jury.
À la barre, un lieutenant de gendarmerie détaille ses constatations. Le dimanche 13 juillet, à 10 h 49, madame Filippi a signalé à la gendarmerie la présence d'un rôdeur dans son parc, et la disparition de bijoux. Filippi était à la messe. À 11 h 20, le lieutenant a découvert le cadavre d'Aïcha dans la chambre de Filippi. Il a fait aussitôt porter dans un laboratoire, à des fins d'analyse, le sperme trouvé sur le bas-ventre. Filippi est rentré vers midi. Le lieutenant lui a appris le meurtre, mais non le viol. Effondré, Filippi a dit que tout était de sa faute. Il a ajouté que c'était pour le « couvrir » que sa femme avait inventé le rôdeur et le vol de bijoux. Il a raconté que durant la messe il avait été pris de remords, rappelé à ses devoirs conjugaux. Il avait quitté la chapelle pour annoncer à la jeune fille qu'il renonçait à l'épouser. Aïcha lui avait répondu par des paroles si blessantes qu'il avait perdu la tête. Il l'avait tuée. Après quoi, il était retourné à la chapelle.
Ce n'est que dans un deuxième temps que Filippi a eu connaissance du viol. Il s'est alors rétracté : il a dit n'avoir commis ni le meurtre ni le viol, et il a changé d'avocat. Son nouveau défenseur lui a recommandé de plaider coupable pour le meurtre et pour le viol. Filippi a fini par accepter, de très mauvaise grâce.
Les experts défilent à la barre. Le médecin légiste précise que la victime a été étranglée, et que ses voies génitales ne contenaient pas la moindre trace de sperme. Celui-ci a été trouvé sur les parties externes. Le médecin ne saurait donc dire si la victime a été pénétrée ou non. Un biologiste rappelle que l'analyse du sperme a révélé un groupe sanguin A2B, groupe auquel appartient Filippi, groupe auquel n'appartient qu'un pour cent de la population. Il souligne par ailleurs que ce sperme contenait des traces de salive révélant une appartenance au groupe B, celui de madame Filippi ; ainsi que des traces de métaspirine.
L'avocat de la défense et l'avocat général refusent de tenir compte des invraisemblances qui apparaissent au fil du procès (Filippi ne disposait que de dix minutes pour tuer et violer, etc.) L'avocat de la défense veut à tout prix plaider coupable, car il a déjà écrit sa plaidoirie, et ne sait pas improviser. L'avocat général est formel : il y a préméditation. Il ne voit que ruse grossière dans le fait que l'accusé s'est embrouillé dans ses aveux, et dans le fait qu'il a accumulé les incohérences lors de la reconstitution.
À la barre, madame Filippi s'accuse du meurtre. Quant au sperme A2B, dit-elle, il pourrait provenir du rôdeur. La cour ne voit dans cette version peu plausible qu'une tentative de madame Filippi pour sauver son mari.
Le président s'adresse à Filippi, qui a déjà changé deux fois de système de défense. Il l'adjure de dire enfin la vérité. Filippi confirme d'abord ce qu'il a déjà dit. Sa femme lui a rendu visite dans sa chambre une heure vingt environ avant le meurtre, pour un raccommodement sur l'oreiller. En revanche, il nie être revenu au manoir lorsqu'il s'est absenté de la chapelle ; il est tout simplement allé se promener dans un bois. Apprenant le crime, il s'est aussitôt accusé pour protéger sa femme : il la croyait coupable, car, à ce moment-là, il ignorait tout du viol. Il s'étonne que sa femme, qui est intelligente, se charge du meurtre pour l'en décharger : nul ne peut la prendre au sérieux, puisque selon toute vraisemblance l'agression est masculine. Puis il congédie son avocat : « Un accusé n'est pas tenu de conserver jusqu'à ce que mort s'ensuive un avocat qui n'a cessé de lui donner les plus dégradants conseils et qui s'acharne à plaider coupable, à temps et à contretemps, comme une volée de mouches noires s'acharneraient sur un cadavre. » L'assistante de l'avocat prend le relais de celui-ci.
Filippi dit avoir eu la migraine la veille du crime. Il a fait dissoudre deux cachets de métaspirine dans le verre à dents de la salle de bain. Le premier juré, Dominique Villeneuve, trouve alors la clef de l'énigme. Madame Filippi, feignant une tentative de reconquête, administre une fellation à son mari, crache le sperme dans le verre à dents, et lui ajoute un peu d'eau tiède pour le garder à température de conservation et lui assurer une apparence satisfaisante.

## Personnages

### Les neuf jurés
Parlant du recrutement des jurés, le président gémit, dès avant le procès : « Dans l'affaire Filippi, les lois du hasard ne m'ont guère gâté. »

#### Dans le box à main droite du président
- François du Hautpas d'Argenton, le narrateur, huitième juré, 45 ans. Une liberté de ton, une certaine grossièreté « nobiliaire », du goût pour la provocation et l'aventure. Une sensibilité généreuse « qui se déguise volontiers sous le masque du cynisme, de l'agression verbale, voire de l'impudeur. M. du Hautpas, au fond, était peut-être un tendre[21]. » Ancien avocat. Il a plaidé dix ans, au civil et au criminel. À présent conseiller juridique d'entreprises. Son cabinet est à Paris, boulevard Haussmann. Il a un hôtel particulier à Tours, boulevard Béranger. Il déteste les diplomates.
- Une énorme femme endimanchée, troisième juré. Marchande de coquillages du marché central. Odeur tenace de sueur et de marée.
- Un Arabe couvert de décorations.
- Dominique Villeneuve de la Force du Teil, premier juré en titre, 34 ans. Conduit une 2 CV échappée d'un album de Dubout. Jeune fille effacée que l'amour transforme en « tigresse crachant des flammes[22] ». Ni grande ni petite, ni grasse ni maigre, ni laide ni jolie. Une voix prenante, mélodieuse, claire, sage et posée. Quand elle parle, on sent en elle « d'étonnantes ressources d'énergie, de ténacité, de réflexion, l'habitude de tenir tête avec un tranquille courage, de se débrouiller solitaire sans se plaindre dans un univers indifférent[23] ». Dès le début du procès, elle soulève des critiques scrupuleuses, formule des exigences sans précédent qui déroutent les hommes de loi. Elle met au pas le président et l'avocat général, victimes de leur mauvaise foi. Le président estime que cette excentrique n'est pas une provocatrice cherchant à le ridiculiser, mais une innocente, d'une anachronique innocence vraie, « une enfant terrible sans nuances », qui prend au sérieux tout ce qu'on a le malheur de lui dire[24]. Appartenant à la noblesse « la plus authentique et la plus décavée », elle a été dix ans plus tôt l'officieuse fiancée de Filippi, ce que le tribunal ignore : elle a cependant la douleur d'entendre le psychiatre évoquer à la barre une liaison de Filippi avec une fille insignifiante, banale, affligée d'un « sex-appeal des plus modestes[25] ». Elle aime toujours Filippi.

#### Dans le box à main gauche du président
- Un grand garçon lymphatique, myope et ahuri. Laveur de voitures.
- Un vieillard propret, sourd. Retraité de la SNCF.
- Une petite infirmière entre deux âges.
- Une serveuse de snack-bar encore assez fraîche.
- Une prétendue fleuriste, ancienne prostituée du Perroquet bleu, dans le quartier de la gare.

### Experts et témoins
- Pierre-Marie Delaporte, lieutenant de gendarmerie, mince garçon élégant.
- Docteur Alfred Grappin, médecin légiste. Rondouillard, l'air d'un bon vivant bien réjoui.
- Docteur Serge Lobowitz, biologiste réputé, « une gloire de l'hémotypologie française ». Ukrainien. Grand gaillard anguleux au crâne rasé, aux yeux bridés clignotants. Une autorité naturelle qui écrase tout le monde.
- Docteur Jules Larivière, psychiatre. « Une tête de Pierrot lunaire au bout d'un maigre corps[26]. »
- Aurora Dotti, 19 ans, née à Mazara del Vallo, en Sicile, femme de chambre de madame Filippi. Remarquablement jolie. Madame Filippi l'a engagée pour tenter de détourner sur elle la passion de son mari pour Aïcha.
- Gustave Sauvagnard, 69 ans, né à Montrichard, jardinier bossu au service des Filippi. Fourbe, cynique. « Franc comme l'or », selon sa femme. À la barre, il ne cesse de mentir et de se contredire. « À côté de vous, les Dominici étaient francs[27] ! » s'indigne le président.
- Odette Sauvagnard, née Molard à Beaulieu-lès-Loches, 58 ans, épouse de Gustave. « Grande et maigre, dans une robe informe, qui lui seyait comme un sac à charbon à un balai, le visage prématurément vieilli[28]. » Elle se traîne « comme une haridelle d'abattoir », elle chevrote de lassitude. Cuisinière du manoir des Filippi.
- Évariste Colin, 61 ans, né à Angers, curé de Louvigny. Gros, rose, cheveux blancs, le haut du crâne dégarni. « Un complet délavé et étriqué, agrémenté d'une cravate vert pisseux et d'une petite croix de fer-blanc[29]. » Dit sa « messe noire[30] » (dixit madame Filippi) dans une chapelle romane sur une table de cuisine en formica bleu ciel, achetée en solde dans une grande surface. Les nouveautés de cet ordre lui valent d'être traité de « sagouin », de « goujat » et de « porc immonde » par le traditionaliste Filippi[29].
- Pierre Clapin, 12 ½ ans, né à Saint-Martin-les-Alleux. Fils de la femme de charge de madame Filippi. Roux, déluré, bon élève. Ne déniche pas les oiseaux.
- Charles Bichonneau, 56 ans, né à Saint-Martin-les-Alleux, patron de bistrot obèse et rubicond. Diplomate, accommodant, il adopte dans l'instant les opinions politiques, sociales ou religieuses de chacun de ses clients solvables. À la barre, il abonde dans le sens de l'avocat général d'aussi bonne grâce que dans celui de l'avocat de la défense.
- Juliette Filippi, née Magne, 42 ou 43 ans, épouse de l'accusé. Très élégante. Beauté mûrissante, grands yeux noirs fiévreux, des formes pleines qui semblent « vivre d'une vie indépendante et pudiquement lubrique[31] ». Avant son mariage, elle couche « avec la ville et avec la campagne[32] ». Puis elle se montre une épouse fidèle et attentionnée.

### Autres personnages
- Le président Carrière, célibataire endurci, officiellement chaste. Une longue face triste. Un ferme regard, une âme scrupuleuse. Il n'est pas le mauvais cheval. Bon technicien des assises, il les dirige avec « un mélange assez bien dosé d'humanité et d'autorité[33] ». Très frileux, la gorge sensible, il impose à tout le monde un chauffage à 26°, au mépris de la réglementation concernant les économies d'énergie. Sa vieille maman lui tricote des cache-cols.
- Maître Destouches, avocat de la défense. Un gros poussah épanoui, selon Du Hautpas. Un goret lubrique, selon Dominique. Ayant décidé de plaider coupable, il s'arc-boute sur la recherche de circonstances atténuantes, et s'offusque de voir des jurés tenter de faire jaillir la vérité[34]. Car une raison toute simple l'empêche de « changer ses batteries » et de plaider non coupable : il est incapable d'improviser ses plaidoiries[35].
- Chaulard, dit Froidcochon, avocat général. « Roquet » encore plus petit debout qu'assis. De hauts talons, un torse fièrement redressé, « un verbe tranchant et bien assuré ». Pète-sec hargneux et teigneux, qui semble avoir en permanence un compte à régler avec la société. Il a fait carrière à plat ventre, complaisant pour le pouvoir quel qu'il soit, agressif et vicieux à l'encontre des accusés, s'en prenant de préférence aux faibles ou aux désarmés.
- Maître d'Haussonville, assistante de maître Destouches, « enchanteresse » qui berce son âge mûr. Délicieuse, selon Du Hautpas, qui voit néanmoins en elle une prostituée, du fait qu'elle est la maîtresse de « l'immonde Destouches[36] » : « Qu'est-ce qui poussait, qu'est-ce qui retenait cette fille ravissante sur la panse sonore de ce Destouches, telle une virtuose attachée à une contrebasse[37] ? »
- Jean-Pierre Filippi, l'accusé, 41 ans. Diplomate éminent, riche, distingué presque à l'excès. Bel homme, beaucoup d'allure. Une physionomie fine et sensible. Faible, porté sur la boisson. Chrétien traditionaliste.
- Petitpont, greffier, délégué syndical, Bourguignon à dentier vagabond, incapable d'articuler correctement. Il trébuche fréquemment sur son râtelier « avec des bruits répugnants de succion ou de castagnettes » : « On croirait entendre Claudel récitant ses odes à Pétain ou à de Gaulle[38]. » On ne comprend pas un tiers de ce qu'il lit. En 23 ans, sa diction n'a pas fait l'objet d'une seule observation.